# Benedict James
Benedict James (1871 – 1957) foi um escritor e roteirista britânico. Ele trabalhou em uma série de roteiros para a Ideal Film Company, um líder de estúdio cinematográfico britânico, durante a era do cinema mudo. Seu nome de nascimento era Bertram James.

## Filmografia selecionada
- The Lyons Mail (1916)
- The Second Mrs Tanqueray (1916)
- The New Clown (1916)
- The Broken Melody (1916)
- Masks and Faces (1917)
- The Case of Lady Camber (1920)
- A Son of David (1920)
- Sheer Bluff (1921)
- In Full Cry (1921)
- Kissing Cup's Race (1930)